# IIHF Challenge Cup of Asia 2019 (ženy)
IIHF Challenge Cup of Asia 2019 (ženy) byl v tomto ročníku stejně jako v předchozím roce rozdělen do dvou výkonnostních turnajů podle výsledků předchozího ročníku, přičemž elitní skupina byla rozšířena na pět účastníků o vítěze předchozí divize I, což byla  Malajsie.

## Elitní skupina
Turnaj výkonnostně nejvyšší elitní skupiny se konal od 14. do 19. dubna 2019 v hale Abu Dhabi Ice Rink v Zayed Sports City v Abú Zabí ve Spojených arabských emirátech. Turnaje se zúčastnila pět družstev, která hrála jednokolově každé s každým. Vítězství si připsali hráčky Thajska před hráčkami Tchaj-wanu do 18 let a před hráčkami Singapuru.

### Výsledky
|    |                  | Thajsko | Tchaj-wan (18) | Singapur | Nový Zéland (18) | Malajsie | V | VP | PP | P | VG | OG | B  |
| 1. | Thajsko          | ***     | 3:2            | 9:1      | 0:1              | 9:2      | 3 | 0  | 1  | 0 | 21 | 6  | 10 |
| 2. | Tchaj-wan (18)   | 2:3     | ***            | 3:1      | 3:0              | 13:2     | 3 | 0  | 0  | 1 | 21 | 6  | 9  |
| 3. | Singapur         | 1:9     | 1:3            | ***      | 5:2              | 5:2      | 2 | 0  | 0  | 2 | 12 | 16 | 6  |
| 4. | Nový Zéland (18) | 1:0     | 0:3            | 2:5      | ***              | 4:0      | 1 | 1  | 0  | 2 | 7  | 8  | 5  |
| 5. | Malajsie         | 2:9     | 2:13           | 2:5      | 0:4              | ***      | 0 | 0  | 0  | 4 | 6  | 31 | 0  |

## Divize I
Turnaj výkonnostně nižší skupiny nazvaný divize I podle vzoru mistrovství světa se konal od 14. do 19. dubna 2019 v hale Abu Dhabi Ice Rink v Zayed Sports City v Abú Zabí ve Spojených arabských emirátech. Turnaje se zúčastnila čtyři družstva, která hrála jednokolově každé s každým. Vítězství si připsali hráčky Filipín před hráčkami Spojených arabských emirátů a Indie.

### Výsledky
|    |          | Filipíny | SAE  | Indie | Kuvajt | V | VP | PP | P | VG | OG | B |
| 6. | Filipíny | ***      | 2:1  | 5:0   | 10:0   | 3 | 0  | 0  | 0 | 17 | 1  | 9 |
| 7. | SAE      | 1:2      | ***  | 4:2   | 13:0   | 2 | 0  | 0  | 1 | 18 | 4  | 6 |
| 8. | Indie    | 0:5      | 2:4  | ***   | 11:0   | 1 | 0  | 0  | 2 | 13 | 9  | 3 |
| 9. | Kuvajt   | 0:10     | 0:13 | 0:11  | ***    | 0 | 0  | 0  | 3 | 0  | 34 | 0 |